# Kaloriméter (részecskefizika)
A részecskefizikában használt kaloriméter olyan kísérleti eszköz, amely elemi részecskék energiáját méri. Működésének lényege, hogy a részecskék egy tömör, nagy sűrűségű anyaggal (pl. ólom) lépnek kapcsolatba, amely energiájukat részben vagy teljesen elnyeli, így az hozzáférhetővé, mérhetővé válik. A kaloriméter rendszerint kereszt- és hosszirányban szegmentált, hogy egyrészt a részecskepályák irányáról, másrészt az általuk kiváltott részecskezápor formájáról információt nyújtson.

## Fajtái
A különböző típusú részecskék eltérő hatást váltanak ki. Ennek megfelelően az elektromágneses (EM) kaloriméter arra szolgál, hogy az elektromágneses kölcsönhatást kiváltó részecskék (elektron, pozitron, foton) energiáját mérje, míg a hadronkaloriméter az erős kölcsönhatásban részt vevő részecskékét (hadronok, pl. proton, neutron, mezon).